# János-Selye-Universität

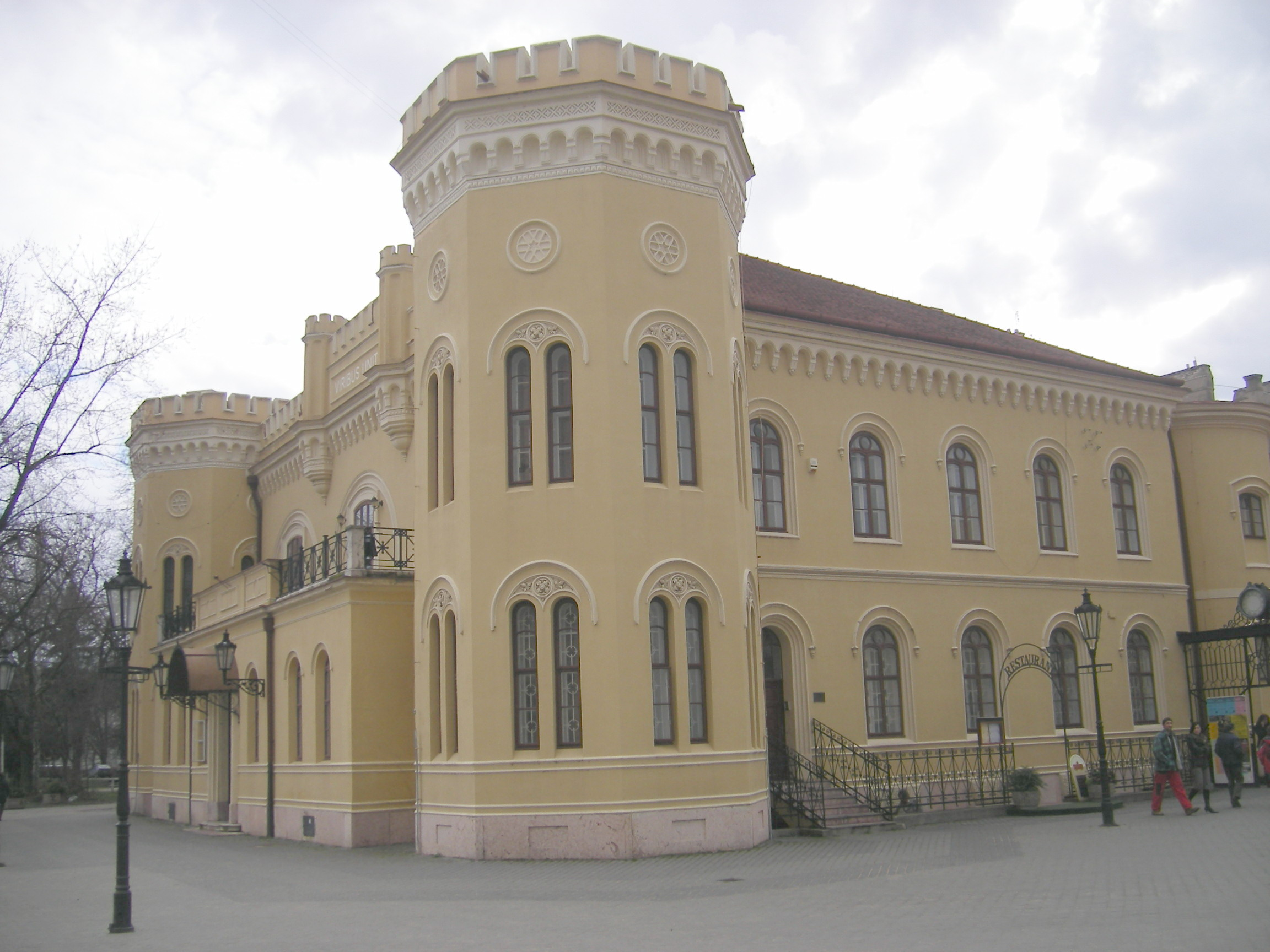
Ehemaliger Offizierspavillon; heute Sitz der J.-Selye-Universität Komárno

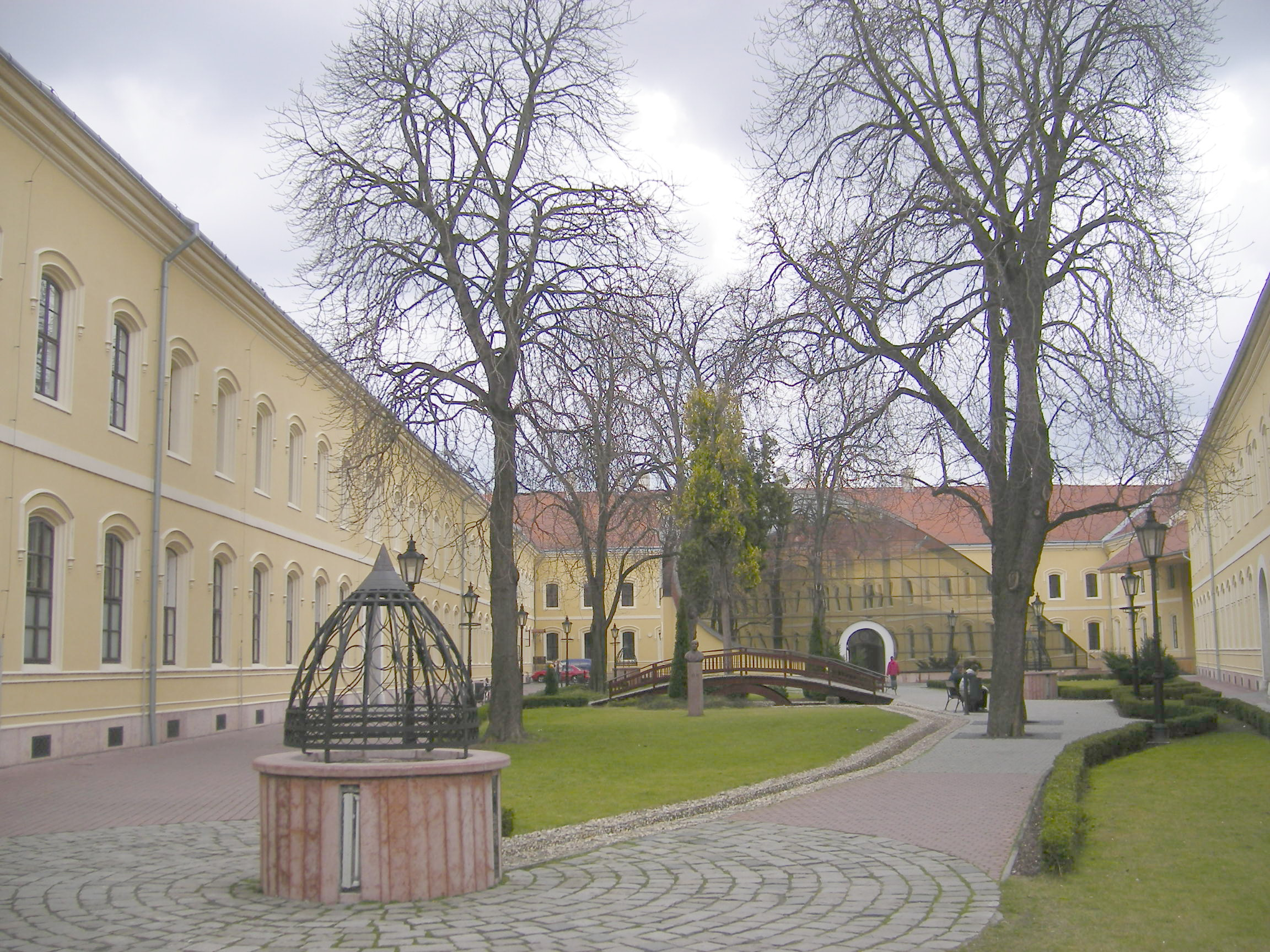
Der Hof des Offizierspavillons

Die János-Selye-Universität (slowakisch Univerzita Jánosa Selyeho, ungarisch Selye János Egyetem) ist eine im Jahre 2003 gegründete ungarischsprachige staatliche Universität in der Slowakei mit Sitz in der Stadt Komárno. Die Universität ist nach Hans Selye (ungarisch: János Selye) benannt. 

## Fakultäten
Die János-Selye-Universität Komárno gliedert sich in drei Fakultäten:
- Bildungswissenschaftliche Fakultät
- Wirtschaftswissenschaftliche Fakultät
- Reformiert-Theologische Fakultät